# Josef Nováček
Josef Nováček (27. května 1894 Naloučany – 26. listopadu 1985 Omaha) byl moravský exulant, korespondent a farmář působící ve Spojených státech amerických.
Jeho korespondence, která byla vydána knižně, informovala o životě ve Spojených státech amerických, sžívání se s tamějšími podmínkami či názorech na americké a československé hospodářství.

## Život a dílo
Narodil se do venkovské rodiny v Naloučanech nedaleko Náměště nad Oslavou. V sedmnácti letech emigroval z Rakouska-Uherska do Spojených států amerických, kde se zpočátku živil jako dělník a později jako podnikatel ve farmářství. Později se oženil s Češkou původem z Vrbky u Ledče nad Sázavou.
Po celou dobu svého života v Nebrasce posílal dopisy příbuzným na Moravu, v nichž hodnotil stav americké společnosti, zdejší hospodářství či politiku. V období komunistické nadvlády v Československu se zabýval také socialistickou propagandou, jelikož mu příbuzní zasílali do Spojených států amerických články a zprávy o úspěších družstevního hospodaření. Jeho farma, ani americká společnost celkově, nedosahovala takových úspěchů, jakého vykazovalo československé hospodářství (údajných úspěchů, vykazaných propagandou), což v něm vyvolalo kritický názor na americké hospodářství a nedůvěru v západní média shazující stav ve východním bloku.
Jeho dopisy obsahovaly také informace o sžívání se s americkou společností po příjezdu, o komplikacích s jazykem či o problémech s sarančaty a nemocemi dobytka při hospodaření. Především se snažil československé občany seznámit s životem v zámoří v době studené války.
Kontakt s rodinou prostřednictví korespondence prováděl pravidelně přes 70 let svého pobytu ve Spojených státech, dopisy tak pokrývají dlouhé období a různá témata. Josef Nováček v nich vzpomínal na rodnou zemi a obec Naloučany, kde prožil dětství.

## Vydání
V roce 2004 vydal knižní formou Nováčkovy vzpomínky a názory zasílané formou dopisů ze Spojených států rodině na Moravu regionální spisovatel Josef Pěnčík (1925–2016). Jeho knihu Z rukou osudu doplňuje také stručnou historií Naloučan.